# Farnsworth Wright
Farnsworth Wright (1888 - 1940) era o editor da revista Weird Tales durante o seu período áureo.

## Biografia
Farnsworth Wright, nasceu na Califórnia, e estudou na Universidade do Nevada e na Universidade de Washington.
Era veterano da I Guerra Mundial e trabalhava como crítico de música do Chicago Herald and Examiner quando ele começou sua associação com a Weird Tales, fundada em 1923. No inicio funcionava como leitor de manuscritos, substituindo o fundador e editor Edwin Baird, em 1924, quando este foi despedido pelo editor JC Henneberger.
Durante o período em que esteve à frente da Wright Weird Tales, que durou até 1940, a revista publicou regularmente autores célebres como H. P. Lovecraft, Robert E. Howard e Clark Ashton Smith. No entanto, Wright teve uma relação tensa com os três escritores, rejeitando grandes obras como por exemplo At the Mountains of Madness e The Shadow over Innsmouth, de Lovecraft, "The Frost Giant's Daughter", de Howard e "The Seven Geases" de Smith.
Também editou anonimamente uma antologia de histórias da Weird Tales, The Moon Terror (1927), como um bónus para os assinantes. No entanto o conteúdo da antologia foi considerado muito pobre e o livro levou anos para vender. Wright também editou uma revista paralela de curta duração, Oriental Stories (mais tarde chamada de Magic Carpet Magazine) que durou de 1930 a 1934.
Wright (apelidado de "Platão" pelos seus autores) também foi memorável ao iniciar a carreira comercial de três artistas de fantasia importantes: Margaret Brundage, Virgil Finlay e Hannes Bok, que fizeram a sua primeira aparição na Weird Tales.
Everett F. Bleiler descreve Wright como "um excelente editor, que reconheceu o trabalho de qualidade" no seu livro The Guide to Supernatural Fiction.
Wright desenvolveu a doença de Parkinson em 1921, em 1930, ele já era incapaz de assinar as suas próprias cartas. A sua saúde forçou-o a demitir-se em 1940, vindo a morreu mais tarde nesse mesmo ano.